# Ptychochrominae
Ptychochrominae – klad w randze podrodziny ryb pielęgnicowatych (Cichlidae). Obejmuje gatunki endemiczne Madagaskaru, wyróżniające się od innych pielęgnic m.in. budową szczęk. Ich pęcherz pławny nie jest tak dalece wyspecjalizowany jak u przedstawicieli Etroplinae.
Gatunki zaliczane do tego taksonu sklasyfikowano w rodzajach:
- Katria
- Oxylapia
- Paratilapia
- Ptychochromis
- Ptychochromoides